# Eloy Room
Eloy Victor Room (Nimega, 6 febbraio 1989) è un calciatore olandese, portiere del Cercle Bruges e della nazionale di Curaçao.

## Statistiche

### Cronologia presenze e reti in nazionale
| Cronologia completa delle presenze e delle reti in nazionale ― Curaçao | Cronologia completa delle presenze e delle reti in nazionale ― Curaçao | Cronologia completa delle presenze e delle reti in nazionale ― Curaçao | Cronologia completa delle presenze e delle reti in nazionale ― Curaçao | Cronologia completa delle presenze e delle reti in nazionale ― Curaçao | Cronologia completa delle presenze e delle reti in nazionale ― Curaçao | Cronologia completa delle presenze e delle reti in nazionale ― Curaçao | Cronologia completa delle presenze e delle reti in nazionale ― Curaçao |
| Data                                                                   | Città                                                                  | In casa                                                                | Risultato                                                              | Ospiti                                                                 | Competizione                                                           | Reti                                                                   | Note                                                                   |
| ---------------------------------------------------------------------- | ---------------------------------------------------------------------- | ---------------------------------------------------------------------- | ---------------------------------------------------------------------- | ---------------------------------------------------------------------- | ---------------------------------------------------------------------- | ---------------------------------------------------------------------- | ---------------------------------------------------------------------- |
| 5-6-2015                                                               | Willemstad                                                             | Curaçao                                                                | 1 – 0                                                                  | Trinidad e Tobago                                                      | Amichevole                                                             | -                                                                      |                                                                        |
| 11-6-2015                                                              | Willemstad                                                             | Curaçao                                                                | 0 – 0                                                                  | Cuba                                                                   | Qual. Mondiali 2018                                                    | -                                                                      |                                                                        |
| 14-6-2015                                                              | L'Avana                                                                | Cuba                                                                   | 1 – 1                                                                  | Curaçao                                                                | Qual. Mondiali 2018                                                    | -1                                                                     |                                                                        |
| 5-9-2015                                                               | Willemstad                                                             | Curaçao                                                                | 0 – 1                                                                  | El Salvador                                                            | Qual. Mondiali 2018                                                    | -1                                                                     |                                                                        |
| 9-9-2015                                                               | San Salvador                                                           | El Salvador                                                            | 1 – 0                                                                  | Curaçao                                                                | Qual. Mondiali 2018                                                    | -1                                                                     |                                                                        |
| 24-3-2016                                                              | Cave Hill                                                              | Barbados                                                               | 1 – 0                                                                  | Curaçao                                                                | Qualificazioni alla Coppa dei Caraibi 2017                             | -1                                                                     |                                                                        |
| 27-3-2016                                                              | Willemstad                                                             | Curaçao                                                                | 2 – 1                                                                  | Rep. Dominicana                                                        | Qualificazioni alla Coppa dei Caraibi 2017                             | -1                                                                     |                                                                        |
| 1-6-2016                                                               | Willemstad                                                             | Guyana                                                                 | 2 – 5                                                                  | Curaçao                                                                | Qualificazioni alla Coppa dei Caraibi 2017                             | -2                                                                     |                                                                        |
| 8-6-2016                                                               | Willemstad                                                             | Curaçao                                                                | 7 – 0                                                                  | Isole Vergini Americane                                                | Qualificazioni alla Coppa dei Caraibi 2017                             | -                                                                      |                                                                        |
| 6-10-2016                                                              | Willemstad                                                             | Curaçao                                                                | 3 – 0                                                                  | Antigua e Barbuda                                                      | Qualificazioni alla Coppa dei Caraibi 2017                             | -                                                                      | Cap.                                                                   |
| 12-10-2016                                                             | Bayamón                                                                | Porto Rico                                                             | 2 – 4 dts                                                              | Curaçao                                                                | Qualificazioni alla Coppa dei Caraibi 2017                             | -2                                                                     | Cap.                                                                   |
| 22-3-2017                                                              | Willemstad                                                             | Curaçao                                                                | 1 – 1                                                                  | El Salvador                                                            | Amichevole                                                             | -                                                                      | 75’                                                                    |
| 14-6-2017                                                              | Montreal                                                               | Canada                                                                 | 2 – 1                                                                  | Curaçao                                                                | Amichevole                                                             | -1                                                                     |                                                                        |
| 18-6-2017                                                              | Willemstad                                                             | Curaçao                                                                | 0 – 0                                                                  | Nicaragua                                                              | Amichevole                                                             | -                                                                      |                                                                        |
| 23-6-2017                                                              | Fort-de-France                                                         | Curaçao                                                                | 2 – 1                                                                  | Martinica                                                              | Coppa dei Caraibi 2017 - Semifinale                                    | -1                                                                     |                                                                        |
| 26-6-2017                                                              | Fort-de-France                                                         | Giamaica                                                               | 1 – 2                                                                  | Curaçao                                                                | Coppa dei Caraibi 2017 - Finale                                        | -1                                                                     |                                                                        |
| 10-7-2017                                                              | San Diego                                                              | Curaçao                                                                | 0 – 2                                                                  | Giamaica                                                               | Gold Cup 2017 - 1º turno                                               | -2                                                                     |                                                                        |
| 14-7-2017                                                              | Denver                                                                 | El Salvador                                                            | 2 – 0                                                                  | Curaçao                                                                | Gold Cup 2017 - 1º turno                                               | -2                                                                     | Cap.                                                                   |
| 17-7-2017                                                              | San Antonio                                                            | Curaçao                                                                | 0 – 2                                                                  | Messico                                                                | Gold Cup 2017 - 1º turno                                               | -2                                                                     | Cap.                                                                   |
| 10-10-2017                                                             | Doha                                                                   | Qatar                                                                  | 1 – 2                                                                  | Curaçao                                                                | Amichevole                                                             | -1                                                                     |                                                                        |
| 24-3-2018                                                              | Willemstad                                                             | Curaçao                                                                | 1 – 1                                                                  | Bolivia                                                                | Amichevole                                                             | -1                                                                     |                                                                        |
| 27-3-2018                                                              | Willemstad                                                             | Curaçao                                                                | 1 – 0                                                                  | Bolivia                                                                | Amichevole                                                             | -                                                                      |                                                                        |
| 11-9-2018                                                              | Willemstad                                                             | Curaçao                                                                | 10 – 0                                                                 | Grenada                                                                | CONCACAF Nations League 2019-2020 - Qualificazioni                     | -                                                                      |                                                                        |
| 12-10-2018                                                             | Bradenton                                                              | Isole Vergini Americane                                                | 0 – 5                                                                  | Curaçao                                                                | CONCACAF Nations League 2019-2020 - Qualificazioni                     | -                                                                      |                                                                        |
| 20-11-2018                                                             | Willemstad                                                             | Curaçao                                                                | 6 – 0                                                                  | Guadalupa                                                              | CONCACAF Nations League 2019-2020 - Qualificazioni                     | -                                                                      |                                                                        |
| 23-3-2019                                                              | North Sound                                                            | Antigua e Barbuda                                                      | 2 – 1                                                                  | Curaçao                                                                | CONCACAF Nations League 2019-2020 - Qualificazioni                     | -2                                                                     |                                                                        |
| 5-6-2019                                                               | Buriram                                                                | Curaçao                                                                | 3 – 1                                                                  | India                                                                  | Amichevole                                                             | -1                                                                     |                                                                        |
| 8-6-2019                                                               | Buriram                                                                | Vietnam                                                                | 1 – 1 (5 - 6 dtr)                                                      | Curaçao                                                                | Amichevole                                                             | -1                                                                     |                                                                        |
| 18-6-2019                                                              | Kingston                                                               | Curaçao                                                                | 0 – 1                                                                  | El Salvador                                                            | Gold Cup 2019 - 1º turno                                               | -1                                                                     |                                                                        |
| 22-6-2019                                                              | Houston                                                                | Honduras                                                               | 0 – 1                                                                  | Curaçao                                                                | Gold Cup 2019 - 1º turno                                               | -                                                                      |                                                                        |
| 26-6-2019                                                              | Los Angeles                                                            | Giamaica                                                               | 1 – 1                                                                  | Curaçao                                                                | Gold Cup 2019 - 1º turno                                               | -1                                                                     |                                                                        |
| 1-7-2019                                                               | Filadelfia                                                             | Stati Uniti                                                            | 1 – 0                                                                  | Curaçao                                                                | Gold Cup 2019 - Quarti di finale                                       | -1                                                                     |                                                                        |
| 8-9-2019                                                               | Willemstad                                                             | Curaçao                                                                | 1 – 0                                                                  | Haiti                                                                  | CONCACAF Nations League 2019-2020 - 1º turno                           | -                                                                      |                                                                        |
| 11-9-2019                                                              | Port-au-Prince                                                         | Haiti                                                                  | 1 – 1                                                                  | Curaçao                                                                | CONCACAF Nations League 2019-2020 - 1º turno                           | -1                                                                     |                                                                        |
| 14-10-2019                                                             | Alajuela                                                               | Costa Rica                                                             | 0 – 0                                                                  | Curaçao                                                                | CONCACAF Nations League 2019-2020 - 1º turno                           | -                                                                      |                                                                        |
| 15-11-2019                                                             | Willemstad                                                             | Curaçao                                                                | 1 – 2                                                                  | Costa Rica                                                             | CONCACAF Nations League 2019-2020 - 1º turno                           | -2                                                                     |                                                                        |
| 25-3-2021                                                              | Willemstad                                                             | Curaçao                                                                | 5 – 0                                                                  | Saint Vincent e Grenadine                                              | Qual. Mondiali 2022                                                    | -                                                                      |                                                                        |
| 28-3-2021                                                              | Città del Guatemala                                                    | Cuba                                                                   | 1 – 2                                                                  | Curaçao                                                                | Qual. Mondiali 2022                                                    | -1                                                                     |                                                                        |
| 5-6-2021                                                               | Città del Guatemala                                                    | Isole Vergini Britanniche                                              | 0 – 8                                                                  | Curaçao                                                                | Qual. Mondiali 2022                                                    | -                                                                      |                                                                        |
| 9-6-2021                                                               | Willemstad                                                             | Curaçao                                                                | 0 – 0                                                                  | Guatemala                                                              | Qual. Mondiali 2022                                                    | -                                                                      |                                                                        |
| 13-6-2021                                                              | Panama                                                                 | Panama                                                                 | 2 – 1                                                                  | Curaçao                                                                | Qual. Mondiali 2022                                                    | -2                                                                     |                                                                        |
| 16-6-2021                                                              | Willemstad                                                             | Curaçao                                                                | 0 – 0                                                                  | Panama                                                                 | Qual. Mondiali 2022                                                    | -                                                                      |                                                                        |
| 4-6-2022                                                               | Willemstad                                                             | Curaçao                                                                | 0 – 1                                                                  | Honduras                                                               | CONCACAF Nations League 2022-2023 - 1º turno                           | -1                                                                     |                                                                        |
| 7-6-2022                                                               | San Pedro Sula                                                         | Honduras                                                               | 1 – 2                                                                  | Curaçao                                                                | CONCACAF Nations League 2022-2023 - 1º turno                           | -1                                                                     |                                                                        |
| 10-6-2022                                                              | Vancouver                                                              | Canada                                                                 | 4 – 0                                                                  | Curaçao                                                                | CONCACAF Nations League 2022-2023 - 1º turno                           | -4                                                                     |                                                                        |
| 26-3-2023                                                              | Willemstad                                                             | Curaçao                                                                | 0 – 2                                                                  | Canada                                                                 | CONCACAF Nations League 2022-2023 - 1º turno                           | -2                                                                     |                                                                        |
| 29-3-2023                                                              | Santiago del Estero                                                    | Argentina                                                              | 7 – 0                                                                  | Curaçao                                                                | Amichevole                                                             | -7                                                                     |                                                                        |
| 16-6-2023                                                              | Fort Lauderdale                                                        | Curaçao                                                                | 1 – 1 (3 - 4 dtr)                                                      | Saint Kitts e Nevis                                                    | Qual. Gold Cup 2023                                                    | -1                                                                     |                                                                        |
| 6-6-2024                                                               | Willemstad                                                             | Curaçao                                                                | 4 – 1                                                                  | Barbados                                                               | Qual. Mondiali 2026                                                    | -1                                                                     | Cap.                                                                   |
| 9-6-2024                                                               | Oranjestad                                                             | Aruba                                                                  | 0 – 2                                                                  | Curaçao                                                                | Qual. Mondiali 2026                                                    | -                                                                      | Cap.                                                                   |
| 6-9-2024                                                               | Saint George's                                                         | Saint Lucia                                                            | 1 – 0                                                                  | Curaçao                                                                | CONCACAF Nations League 2024-2025                                      | -1                                                                     | Cap.                                                                   |
| 9-9-2024                                                               | Saint George's                                                         | Curaçao                                                                | 1 – 0                                                                  | Sint Maarten                                                           | CONCACAF Nations League 2024-2025                                      | -                                                                      | Cap.                                                                   |
| 11-10-2024                                                             | Gros Islet                                                             | Grenada                                                                | 0 – 0                                                                  | Curaçao                                                                | CONCACAF Nations League 2024-2025                                      | -                                                                      | Cap.                                                                   |
| 14-10-2024                                                             | Gros Islet                                                             | Curaçao                                                                | 1 – 0                                                                  | Grenada                                                                | CONCACAF Nations League 2024-2025                                      | -                                                                      | Cap.                                                                   |
| 16-11-2024                                                             | Willemstad                                                             | Saint-Martin                                                           | 0 – 5                                                                  | Curaçao                                                                | CONCACAF Nations League 2024-2025                                      | -                                                                      | Cap.                                                                   |
| 19-11-2024                                                             | Willemstad                                                             | Curaçao                                                                | 4 – 1                                                                  | Saint Lucia                                                            | CONCACAF Nations League 2024-2025                                      | -1                                                                     | Cap.                                                                   |
| 19-3-2025                                                              | Belek                                                                  | Curaçao                                                                | 0 – 2                                                                  | Kazakistan                                                             | Amichevole                                                             | -2                                                                     |                                                                        |
| 6-6-2025                                                               | Oranjestad                                                             | Curaçao                                                                | 4 – 0                                                                  | Saint Lucia                                                            | Qual. Mondiali 2026                                                    | -                                                                      |                                                                        |
| 10-6-2025                                                              | Oranjestad                                                             | Haiti                                                                  | 1 – 5                                                                  | Curaçao                                                                | Qual. Mondiali 2026                                                    | -1                                                                     |                                                                        |
| 17-6-2025                                                              | San Jose                                                               | Curaçao                                                                | 0 – 0                                                                  | El Salvador                                                            | Gold Cup 2025 - 1° turno                                               | -                                                                      |                                                                        |
| 21-6-2025                                                              | Houston                                                                | Curaçao                                                                | 1 – 1                                                                  | Canada                                                                 | Gold Cup 2025 - 1° turno                                               | -1                                                                     |                                                                        |
| 24-6-2025                                                              | San Jose                                                               | Honduras                                                               | 2 – 1                                                                  | Curaçao                                                                | Gold Cup 2025 - 1° turno                                               | -2                                                                     | Cap.                                                                   |
| Totale                                                                 |                                                                        | Presenze                                                               | 62                                                                     |                                                                        | Reti                                                                   | -58                                                                    |                                                                        |

## Palmarès

### Club

#### Competizioni nazionali
- Coppa dei Paesi Bassi: 1

Vitesse: 2016-2017
- Campionato olandese: 1

PSV: 2017-2018
- Campionato MLS: 1

Columbus Crew: 2020